# Lekka jazda (I Rzeczpospolita)

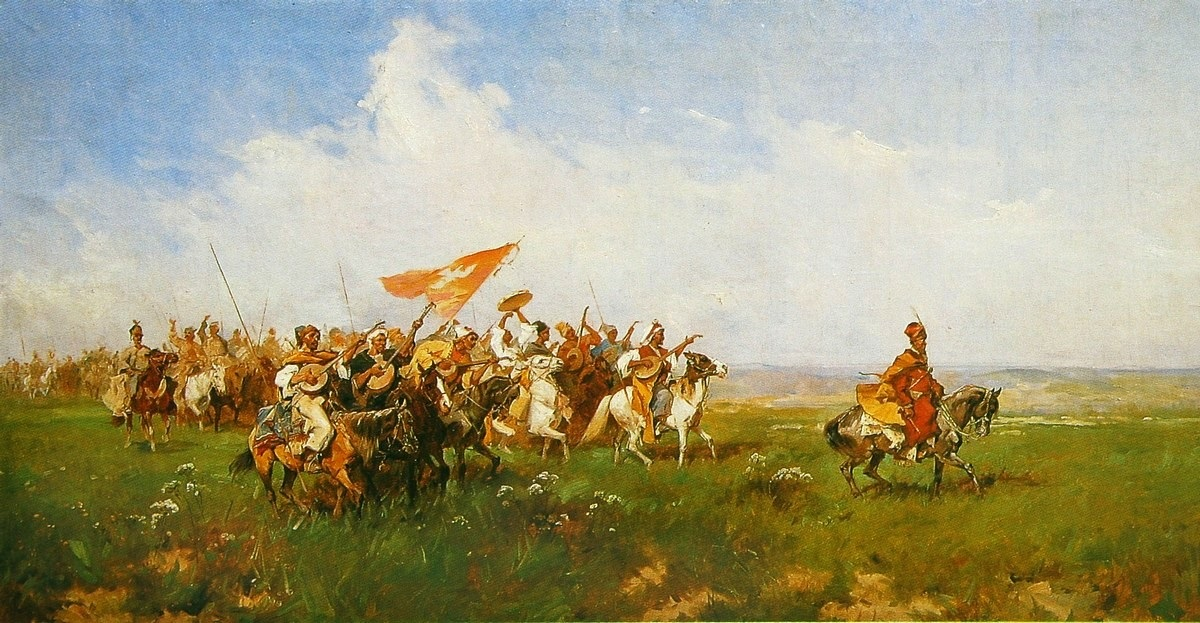
Józef Brandt, Powitanie stepu

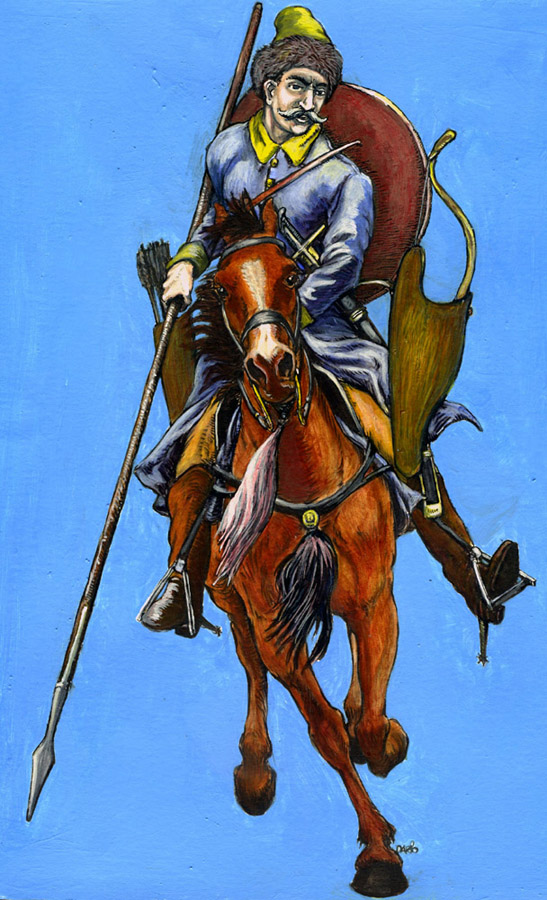
Jazda kozacka

Lekka jazda – formacja kawaleryjska, lekka jazda w dawnym wojsku I Rzeczypospolitej. Formacja ta powstała na początku XVI wieku. Od 1633 roku była autoramentu narodowego. W XVIII wieku przekształciła się w formacje nowoczesnych ułanów.
Początkowo tworzyli ją zamieszkali na terenie Rzeczypospolitej Wołosi i Tatarzy. Ze względu na występowanie tych nacji jazdę tę dzielono na jazdę wołoską i tatarską. W praktyce, zwłaszcza w późniejszym okresie, oprócz przedstawicieli tych narodowości służyli w niej także Kozacy oraz drobna szlachta polska lub litewska, a także przedstawiciele innych stanów społecznych. Poprzez służbę w tej formacji osoba niepochodząca ze stanu szlacheckiego mogła zdobyć tytuł szlachecki drogą legalną (nobilitacje) lub nielegalną (przywłaszczenie czyjegoś herbu) oraz pójść drogą kariery wojskowej (od prostego żołnierza do oficera).
Formacji tej używano do akcji wywiadowczych, rozpoznawczych, do osłaniania głównych sił wojska zarówno w marszu, jak i w postoju, a także do przeprowadzania zagonów. Podstawowe uzbrojenie składało się z szabli, łuku refleksyjnego, rohatyny i pistoletów. Czasami mieli tarcze typu kałkan.
W XVII wieku nastąpił znaczny rozwój ilościowy tej formacji, spowodowany częstymi wojnami z Tatarami Krymskimi, które powodowały, że chorągwie lekkiej jazdy były bardzo użyteczne. W swoim szczytowym okresie rozwoju chorągwie jazdy lekkiej stanowiły ok. 20% ogółu jednostek jazdy w wojsku Rzeczypospolitej.